# Ouest Side
Cet article possède un paronyme, voir West Side.
 (mars 2021).
Si vous disposez d'ouvrages ou d'articles de référence ou si vous connaissez des sites web de qualité traitant du thème abordé ici, merci de compléter l'article en donnant les références utiles à sa vérifiabilité et en les liant à la section « Notes et références ».
Albums de Booba
Autopsie Vol. 1
(2005) Autopsie Vol. 2
(2007)
Singles
1. Garde la pêche
Sortie : 14 novembre 2005
2. Boulbi
Sortie : 30 janvier 2006
3. Au bout des rêves / Mauvais Garçon
Sortie : 24 juillet 2006
4. Pitbull
Sortie : 23 octobre 2006
5. Le Duc de Boulogne
Sortie : 2 avril 2007

Ouest Side est le troisième album studio du rappeur français Booba, sorti le 13 février 2006 sur le label Tallac Records, et distribué par Universal et Barclay. L'album remportera un énorme succès critique et commercial.

## Composition
Le nom de l'album est une référence aux origines de Booba : d'une part car il est né dans la banlieue ouest de Paris, les Hauts-de-Seine, mais également car il est originaire du Sénégal, pays se trouvant à l'ouest du continent africain. La pochette réalisée par Armen est inspirée d'une célèbre photographie de Malcolm X, sur laquelle il tenait une arme à la main en regardant par la fenêtre. Au niveau des productions, nous pouvons retrouver entre autres Animalsons avec qui Booba travaillait déjà depuis un bon moment, DJ Mehdi ou encore Phrequincy. Niveau invités, on peut noter l'absence de Nessbeal et Sir Doum's (qui ont préféré quitter le collectif 92I et le label de Booba afin de continuer leur parcours de rappeur à leur manière pour diverses raisons) et la présence de Mac Tyer, Kennedy, Akon, Intouchable, Trade Union et sans surprise Malekal Morte.
Cet album fut marqué par le titre Boulbi qui connut une forte popularité durant l'année 2006 à travers la France et l'Europe, devenu l'un des plus grands classiques du rap français. Le morceau Pitbull contient un sample de l'œuvre musicale Mistral gagnant, écrite et composée par Renaud. Le morceau Au bout des rêves reprend l'instrumental du Drop Leaf Riddim sorti en 2004. Le titre fut interprété à la Star Academy par Booba avec la candidate Cynthia qui fut éliminée en demi-finale. Le titre Le Duc de Boulogne a valu a Booba quelques antipathies dans le milieu du rap à la suite de la phrase « Les clochards vendent des copies de mon nouvel opus, prennent le bus pour aller sucer au marché aux Puces », en réponse notamment à Alpha 5.20, qui vend ses disques aux Puces de Saint-Ouen.

## Promotion
Afin de promouvoir la sortie de l'album qui sera disponible dans les bacs le 13 février 2006, Booba publie d'abord le clip Garde la pêche, sorti le 5 décembre 2005, puis Boulbi, sorti le 30 janvier 2006. Les deux clips sont tournés au Canada, en l'espace de seulement trois jours.
Quelques mois après la sortie de l'album, Booba sort le clip du morceau Au bout des rêves le 28 juin, tourné au Brésil. Il sort le quatrième et dernier clip de l'album le 17 janvier 2007, celui de Pitbull, tourné en Russie.

## Réception

### Ventes
Dès sa première semaine d'exploitation, l'album se vend à 37 000 exemplaires. Deux ans après sa sortie, en 2008, l'album serait vendu à plus de 300 000 exemplaires, et sera certifié disque de platine. Il s'agit du premier disque de platine de Booba.

### Accueil critique
Il est plébiscité par la presse spécialisé. Il est notamment classé troisième meilleur album de la décennie par le site spécialisé Le Rap en France.

## Liste des pistes
| 1.    | Mauvais garçon                                    | Yvan Jaquemet                   | 1:27 |
| 2.    | Garde la pêche                                    | Animalsons                      | 2:51 |
| 3.    | Le Duc de Boulogne                                | Jaynaz                          | 3:38 |
| 4.    | Boîte vocale                                      | Animalsons                      | 3:29 |
| 5.    | Boulbi                                            | Animalsons                      | 4:03 |
| 6.    | Ouest Side                                        | Animalsons                      | 3:40 |
| 7.    | 92izi (featuring Malekal Morte)                   | PhreQuincy                      | 5:02 |
| 8.    | Ouais ouais (featuring Mac Tyer)                  | PhreQuincy                      | 4:34 |
| 9.    | Pitbull                                           | Animalsons                      | 3:49 |
| 10.   | Je me souviens (featuring Kennedy)                | Greg Dubuis                     | 3:30 |
| 11.   | Le météore                                        | Kore                            | 3:44 |
| 12.   | Au bout des rêves (featuring Trade Union et Rudy) | D. Bennett, N. Staff, W. Morris | 4:24 |
| 13.   | Gun in Hand (featuring Akon)                      | Animalsons                      | 4:42 |
| 14.   | Au fond de la classe (featuring Intouchable)      | PhreQuincy                      | 3:55 |
| 15.   | Couleur ébène                                     | DJ Mehdi                        | 3:40 |
| 16.   | Outro                                             | Gallegos                        | 2:54 |
| 58:14 |                                                   |                                 |      |

## Samples
- Pitbull : sample de la chanson Mistral gagnant de Renaud
- Au bout des rêves : sample du riddim Drop Leaf
- Outro : sample de la chanson Babaji de Supertramp

## Clips vidéos
- Garde la pêche
- Boulbi
- Mauvais garçon
- Au bout des rêves
- Pitbull

## Classement
| Pays                         | Meilleure position |
| ---------------------------- | ------------------ |
| Belgique (Wallonie Ultratop) | 12                 |
| France (SNEP)                | 1                  |
| Suisse (Schweizer Hitparade) | 18                 |

### Certifications
| Pays          | Certifications | Ventes     | Ventes  |
| Pays          | Certifications | Certifiées | Totales |
| ------------- | -------------- | ---------- | ------- |
| France (SNEP) | Platine        | 300 000    | 500 000 |